# Scrobigera albomarginata
Scrobigera albomarginata är en fjärilsart som beskrevs av Moore 1872. Scrobigera albomarginata ingår i släktet Scrobigera och familjen nattflyn. Inga underarter finns listade.